# Oleg Kozhemiako
Oleg Nikoláievich Kozhemiako (en ruso: Оле́г Никола́евич Кожемя́ко; Chernigovka; 17 de marzo de 1962) es un político y economista ruso que se desempeña como gobernador del krai de Primorie desde 2018. Anteriormente, se desempeñó como gobernador del óblast de Sajalín de 2015 a 2018. También sirvió dos mandatos como gobernador del óblast de Amur y un mandato como jefe del distrito autónomo de los Koriakos.

## Biografía
Oleg Kozhemiako fue designado representante de la Asamblea Legislativa del krai de Primorie en el Consejo de la Federación en 2002.Luego, fue elegido jefe del distrito autónomo de los Koriakos el 15 de abril de 2005, cargo que ocupó hasta el 30 de junio de 2007 cuando el distrito se fusionó con el óblast de Kamchatka, formando el krai de Kamchatka.
El 16 de octubre de 2008, el presidente Dmitri Medvédev lo nombró gobernador del óblast de Amur en sustitución de Nikolái Kolesov. El 14 de octubre de 2012, tras la restauración de las elecciones directas para gobernadores de sujetos federales, Kozhemiako se presentó a la reelección. Fue reelegido tras obtener más del 76 % de los votos.
El presidente Vladímir Putin lo nombró gobernador del óblast de Sajalín el 25 de marzo de 2015 para reemplazar a Aleksandr Joroshavin, quien fue arrestado y acusado de aceptar sobornos.
El 26 de septiembre de 2018 fue nombrado gobernador interino del krai de Primorie y el 16 de diciembre de 2018 ganó las elecciones revocatorias para gobernador del krai.
En octubre de 2022, fue agregado a la lista de sanciones de Ucrania tras la invasión rusa de Ucrania. En febrero de 2023, la Oficina de Control de Activos Extranjeros del Departamento del Tesoro de los Estados Unidos agregó a Kozhemiako a la Lista de Nacionales Especialmente Designados y Personas Bloqueadas. En febrero de 2024, fue agregado a la lista de sanciones de Australia y en mayo, fue sancionado por la Unión Europea debido al envío de armas a Corea del Norte.
En junio de 2023 encabezó una delegación a Bielorrusia con el objetivo de negociar la liberación de Sofia Sapega, nacida en Vladivostok. El presidente de Bielorrusia, Aleksandr Lukashenko, la indultó y la liberó de prisión después de cumplir un año.
El 12 de septiembre de 2023, con motivo de la cumbre entre Corea del Norte y Rusia, el líder supremo de Corea del Norte, Kim Jong-un arribó en tren a Jasán, en el Krai de Primorie (Rusia) en su segundo viaje oficial a Rusia desde que tomó posesión del cargo en 2011, allí fue recibido y se reunió con el ministro de Recursos Nacionales y Medio Ambiente de Rusia y presidente de la comisión intergubernamental de ambos países, Aleksandr Kozlov, y el gobernador del Krai de Primorie, Oleg Kozhemiako. El 14 de mayo de 2024, Kozhemiako anunció la reanudación de la comunicación de pasajeros por tren entre Vladivostok y Rasón en Corea del Norte, interrumpida debido a la pandemia de covid-19.

## Condecoraciones
- Orden al Mérito por la Patria de 3.er grado (23 de marzo de 2012) - por su gran contribución al desarrollo socioeconómico de las entidades constitutivas de la Federación de Rusia y muchos años de trabajo concienzudo.[18]
- Orden al Mérito por la Patria de 4.º grado (28 de junio de 2007) - por su gran contribución al desarrollo socioeconómico del Okrug autónomo de los Koriakos.[19]
- Diploma de Honor del Presidente de la Federación Rusa (27 de enero de 2010) - por la participación activa en la preparación y celebración de reuniones del Consejo de Estado de la Federación de Rusia.[20]
- Medalla por la Contribución al Fortalecimiento de la Defensa de la Federación de Rusia (otorgada por el Ministerio de Defensa de Rusia, 2019).[21]
- Orden de Honor (16 de julio de 2019, Bielorrusia) - por su importante contribución personal al desarrollo de la cooperación integral entre la República de Bielorrusia y la Federación de Rusia.[22]